# Joe 90
Joe 90 ist eine britische Agenten- und Science-Fiction-Fernsehserie in Supermarionation von Gerry und Sylvia Anderson. Der neunjährige Joe McClaine aka Joe 90 kann mit Hilfe des Gehirnwellentransformators BIG RAT die Gedankenmuster anderer Menschen imitieren und für den westlichen Geheimdienst WIN (World Intelligence Network) heikle Missionen in aller Welt ausführen. Die Serie wurde daher auch als James Bond für Kinder charakterisiert.

## Handlung
Die Serie spielt in England in einer nicht näher bestimmten (damaligen) Nahzukunft Ende des 20. Jahrhunderts/Anfang des 21. Jahrhunderts. Der Elektronik-Ingenieur Professor Ian „Mac“ McClaine und sein Adoptivsohn Joe McClaine bewohnen in Dorset ein Cottage, das an einer Klippe zum Ärmelkanal gelegen ist.
Mac experimentiert dort mit einem Gedankenwellenüberträger, dem Brain Impulse Galvanoscope Record And Transfer BIG RAT. Es stellt sich heraus, dass die Versuchsperson Joe in der Lage ist, die Gedankenmuster eines anderen Menschen aufzunehmen und damit auch dessen spezifische psychischen und physischen Fähigkeiten. Dazu benötigt Joe allerdings eine Spezialbrille, mit der die Gehirnwellen gespeichert werden können. Die Haushälterin Ada Harris weiß nichts von diesen Vorgängen; Mac und Joe sind also immer wieder gezwungen, Macs Experimente vor ihr geheim zu halten.
Mac ist mit dem US-Amerikaner Sam Loover befreundet, von Joe scherzhaft Uncle Sam genannt. Als Sam von BIG RAT erfährt, bittet er Mac und Joe, ihn nach London zu begleiten. Dort treffen sie Shane Weston, den Stellvertretenden Direktor von WIN und Leiter des Londoner WIN-Büros. Wie sich nun herausstellt, ist Sam dessen Stellvertreter in London. Shane und Sam bitten Mac, Joe die Erlaubnis für einen Einsatz zu geben, um in Moskau eine russische MiG 242 zu entführen. Da Joe erst neun Jahre alt ist, wird er nicht als Agent und Pilot verdächtigt werden.
Mit Hilfe eines Gehirnwellenempfängers werden auf einer Pressekonferenz in London die Muster eines russischen Piloten, der die MiG 242 ausgezeichnet beherrscht, „angezapft“ und mittels BIG RAT von Joe gespeichert. Für die Mission in Moskau erhält Joe eine Spezialbrille, eine Pistole mit 200 Schuss Munition und ein winziges Handfunkgerät, mit dem er weltweit WIN kontaktieren kann.
Bei der Präsentation der MiG 242 in Moskau, zu der auch Mac eingeladen ist, der von Joe begleitet werden darf, schlüpft Joe in eine startbereite Maschine und startet Richtung England. Als er von drei Maschinen desselben Typs verfolgt wird, schießt er diese ab und vernichtet außerdem eine Flugabwehrraketenstellung. Er landet sicher auf dem Militärflugplatz von Manston in Kent und verschwindet spurlos, bevor ihn Sicherheitskräfte mit ihren Luftkissenfahrzeug-Panzern festnehmen können. Einem zivilen Augenzeugen wird nicht geglaubt, dass die Maschine von einem Jungen geflogen wurde. So ergeht es auch den russischen Offizieren, die verzweifelt, aber vergeblich ihren Vorgesetzten zu erklären versuchen, dass die MiG von Macs Sohn entführt wurde.
Nach der gelungenen Entführung der Maschine stellt sich heraus, dass die ganze Episode nur eine Phantasie Sam Loovers war, um Mac und Joe zu demonstrieren, wie BIG RAT und Joe helfen können, den Weltfrieden zu erhalten. Natürlich befinde man sich nicht im Konflikt mit Sowjetrussland; auch existiere keine MiG 242. Nach anfänglichen Bedenken erklärt sich Mac zur Mitarbeit bereit; Joe ist ohnehin von der Idee begeistert, WIN-Agent zu sein. Er bekommt nun auch ein Dienstabzeichen (Englisch: badge) mit der ganz persönlichen Aufschrift „Most Special Agent“.
In Zukunft führt Joe 90, so nun Joes Deckname, weltweit Aufträge für WIN aus. Er bekämpft Diktatoren in Südamerika, „normale“ Kriminelle wie Waffenschmuggler oder führt besonders heikle Hilfs- und Rettungsaktionen durch. Dabei nimmt Joe mit Hilfe von BIG RAT die Fähigkeiten von Wissenschaftlern, Technikern, Militärs oder Spezialisten wie Astronauten, Tauchern oder Piloten an, die es ihm ermöglichen, die scheinbar unmöglichsten Aufgaben zu erfüllen. In einer Weihnachtsepisode, The unorthodox Shepherd, spielt Joe einen Geist, um eine Geldfälscherbande zu erschrecken und in die Arme der Polizei zu treiben. In der letzten Episode, The Birthday, feiert Joe seinen zehnten Geburtstag.
Unterstützung erhält Joe auch durch Mac mit seinem dunkelgrünen, rund 10 m langen Jet Air Car; einem schwimmfähigen gasturbinengetriebenen Flugauto, das von Joe mit Hilfe des Gehirnwellenmusters von Mac geflogen werden kann.

## Produktionsnotizen
Die Dreharbeiten begannen am Montag, dem 13. November 1967, und endeten im August 1968. Die Erstausstrahlung erfolgte ab dem 29. September 1968 auf ITC.
Nicht alle Mitarbeiter der Produktion wie z. B. Desmond Saunders waren mit der Inszenierung einer Kinderfigur einverstanden, die Woche für Woche ihr Leben aufs Spiel setzt und dabei auch kompromisslos Feinde tötet.
Der von Mac benutzte Jet Air Car galt im Vergleich z. B. zu Lady Penelopes FAB 1 oder dem Supercar aus der gleichnamigen Serie als optisch unattraktiv, wurde aber trotzdem im Rahmen von Merchandising als Spielzeugauto vermarktet wie auch Sam Loovers futuristisch wirkender Saloon von Dinky Toys.
Zusätzlich erschien in 34 Ausgaben die Comic-Serie Joe 90 Top Secret. Sie wurde im September 1969 mit TV21 zu TV21 and Joe 90 vereinigt, von der weitere 36 Ausgaben erschienen, bis die Serie wieder unter ihrem alten Titel TV21 ohne Joe 90 weitergeführt wurde.
Joe 90 war die vorletzte Supermarionation-Produktion der Andersons. Die Nachfolgeserie The Secret Service erwies sich als Flop; mit UFO erfolgte dann 1969 die erste Realfilmserie der Andersons.

## Episodenliste
1. The Most Special Agent
2. Most Special Astronaut
3. Project 90
4. Hi-Jacked
5. Colonel McClaine
6. The Fortress
7. King For A Day
8. International Concerto
9. Splashdown
10. Big Fish
11. Relative Danger
12. Operation McClaine
13. The Unorthodox Shepherd
14. Business Holiday
15. Arctic Adventure
16. Double Agent
17. Three's A Crowd
18. The Professional
19. The Race
20. Talkdown
21. Breakout
22. Child Of The Sun God
23. See You Down There
24. Lone-Handed 90
25. Attack Of The Tiger
26. Viva Cordova
27. Mission X-41
28. Test Flight
29. Trial At Sea
30. The Birthday

## Überlieferung
Die erste VHS-Edition einiger Episoden erschien bereits 1981. Es folgten in den 1980er Jahren weitere Videoeditionen, bis 2002 die erste DVD-Edition erschien und ca. 2020 eine Blu-Ray-Edition. Im Gegensatz zu den Anderson-Produktionen Thunderbirds, Captain Scarlet und die Rache der Mysterons und Kommando Stingray existiert bis heute keine deutsche Synchronisation. Für den frankokanadischen Markt erschien eigens eine DVD-Edition auf Französisch.

## Trivia
- Auf dem Militärflugplatz von Manston, in dem Joe in der ersten Episode The Most Special Agent landet, war Gerry Anderson im Zweiten Weltkrieg als Angehöriger der RAF stationiert.[9]
- Obwohl in der Zukunft eine friedliche Koexistenz mit Sowjetrussland besteht und der Kalte Krieg offensichtlich beendet ist, existiert weiterhin eine feindlich gesinnte, nicht näher bezeichnete „Östliche Allianz“ („Eastern Alliance“) in Konkurrenz zur westlichen Welt.[10]

## Dokumentarfilm
- Filmed in Supermarionation